# Brygady ochrony pogranicza
Brygada ochrony pogranicza (B OP) – związek taktyczny Wojsk Ochrony Pogranicza.

## Formowanie brygad OP
Rozkaz ministra obrony narodowej nr 055/Org. z 20 marca 1948 r. wprowadzał dalszą modernizację w strukturze organizacyjnej WOP. Zmieniał on nazewnictwo oddziałów i pododdziałów WOP oraz dostosował etaty do zmienionych warunków służby. W związku z tym, w okresie do 1 maja 1948 r. na bazie oddziałów WOP utworzono brygady ochrony pogranicza. Brygady podlegały Głównemu Inspektoratowi Ochrony Pogranicza, a od 1.01.1950 roku Dowództwu WOP .

## Struktura organizacyjna brygady
Struktura organizacyjna na dzień  31 grudnia 1948
- dowódca brygady
- wydział polityczno-wychowawczy
- sztab brygady
  - sekcja I
  - sekcja II
  - sekcja III
  - sekcja IV
  - sekcja V
- sekcja VII
  - referat I zwiad
  - referat II kontrwywiad
  - referat III przeciwprzemytniczy
  - referat ewidencyjny
  - kancelaria
- kwatermistrzostwo
  - sekcja zaopatrzenia samochodowego
  - sekcja kwaterunkowo-budowlana
- prokuratura
- ambulans sanitarny
- ambulatorium weterynaryjny
- samodzielne bataliony OP (liczba zmienna)
- graniczne placówki kontrolne (liczba zmienna)

## Brygady OP w 1948 roku
- 4 Brygada Ochrony Pogranicza
- 6 Brygada Ochrony Pogranicza
- 7 Brygada Ochrony Pogranicza
- 8 Brygada Ochrony Pogranicza
- 10 Brygada Ochrony Pogranicza
- 11 Brygada Ochrony Pogranicza
- 12 Brygada Ochrony Pogranicza
- 13 Brygada Ochrony Pogranicza
- 15 Brygada Ochrony Pogranicza
- 19 Brygada Ochrony Pogranicza
- 21 Brygada Ochrony Pogranicza
- 23 Brygada Ochrony Pogranicza